# هنري بونيت
هنري بونيت (بالفرنسية: Henri Bonnet)‏ هو دبلوماسي فرنسي، ولد في 27 مايو 1888 في شاتوبونساك في فرنسا، وتوفي في 25 أكتوبر 1978 في لو بليسيس روبنسون في فرنسا.

## روابط خارجية
- هنري بونيت على موقع مونزينجر (الألمانية)